# Nordin Wooter
Nordin Sibadich Wooter est un footballeur néerlandais d'origine surinamienne, né le 24 août 1976 à Paramaribo. Il joua pour les espoirs néerlandais.

## Carrière
- 1994-1997 : Ajax Amsterdam  Pays-Bas
- 1997-1999 : Real Saragosse  Espagne
- 1999-2002 : Watford  Angleterre
- 2002-2003 : RBC Roosendaal  Pays-Bas
- 2003-2004 : Sporting Braga  Portugal
- 2004 : Anorthosis Famagouste  Chypre
- 2004-2006 : Panathinaïkos  Grèce
- 2006-2007 : Sivasspor  Turquie
- 2007-2008 : AEK Larnaca  Chypre